# Deutsche Gesellschaft für Neurowissenschaftliche Begutachtung
Die Deutsche Gesellschaft für Neurowissenschaftliche Begutachtung (DGNB) ist eine deutschsprachige interdisziplinäre Vereinigung von Ärzten, Wissenschaftlern und fachlich Interessierten, die auf dem Gebiet der Neuromodulation tätig sind oder an dem Fachgebiet Interesse haben (Quelle: Satzung der DGNM). Die DGNM ist Mitglied der Arbeitsgemeinschaft der Wissenschaftlichen Medizinischen Fachgesellschaften (AWMF).

## Ziele und Aktivitäten
Hauptziele der Gesellschaft sind die Förderung der Ausbildung und Zusammenarbeit auf dem Gebiet der neurologischen, neurochirurgischen und nicht-forensischenen psychiatrischen Begutachtung, die Entwicklung qualitätssichernder und -verbessernder Maßnahmen sowie die Erarbeitung von Leitlinien und Stellungnahmen zu Fragen der neurowissenschaftlichen Begutachtung.
Die Ziele der Gesellschaft sollen erreicht werden durch
- die Organisation von wissenschaftlichen Fortbildungen, Symposien und Kongressen,
- die Entwicklung eines Curriculums für die Ausbildung in der neurologischen, neurochirurgischen und psychiatrischen Begutachtung die Erarbeitung qualitätssichernder Empfehlungen für die neurologische, neurochirurgische und psychiatrische Begutachtung und für Probleme der Arzthaftung,[3]
- die Förderung der wissenschaftlichen Arbeit auf dem Gebiet der neurologischen Begutachtung und ihrer Grenzgebiete,
- die Förderung der Zusammenarbeit und des fachübergreifenden Erfahrungsaustausches auf dem Gebiet der neurologischen, neurochirurgischen und psychiatrischen Begutachtung und Arzthaftung.[4]

## Veranstaltungen
Die Gesellschaft führt Jahrestagungen und Fortbildungsveranstaltungen durch und verweist auf ihrer Website auf aktuelle Veranstaltungen ihres Fachgebietes.

## Medizinische Leitlinien
Die DGNB beteiligt sich am AWMF-Leitlinienprogramm. In diesem Rahmen werden medizinische Leitlinien sowohl unter ihrer Federführung sowie unter Beteiligung an Leitlinien anderer Fachgesellschaften entwickelt.

## Geschichte
Aus der Gutachterkommission der Deutschen Gesellschaft für Neurologie hervorgehend wurde 1998 die Arbeitsgemeinschaft Neurologische Begutachtung (ANB) als zunächst loser Zusammenschluss von Ärzten und Juristen mit Interesse an der neurologischen Begutachtung gegründet. 2000 wurde sie in einen gemeinnützigen Verein umgewandelt. Mit dem Ziel einer Erweiterung auf verwandte Fachgebiete wurde der Name des Vereins bei der Jahrestagung 2009 in Heidelberg in Deutsche Gesellschaft für Neurowissenschaftliche Begutachtung e.V. (DGNB) geändert. Die DGNB ist assoziierte Gesellschaft der Deutschen Gesellschaft für Neurologie e.V. und seit 2019 Mitglied der AWMF.